# عمر طارق
عمر طارق سيد عرابي (مواليد 8 سبتمبر 1991) هو لاعب كرة سلة مصري يلعب في مركز لاعب الوسط في النادي الأهلي المصري ومنتخب مصر.